# Urinsekten
Die Einteilung der Lebewesen in Systematiken ist kontinuierlicher Gegenstand der Forschung. So existieren neben- und nacheinander verschiedene systematische Klassifikationen. 
Das hier behandelte Taxon ist durch neue Forschungen obsolet geworden oder ist aus anderen Gründen nicht Teil der in der deutschsprachigen Wikipedia dargestellten Systematik.

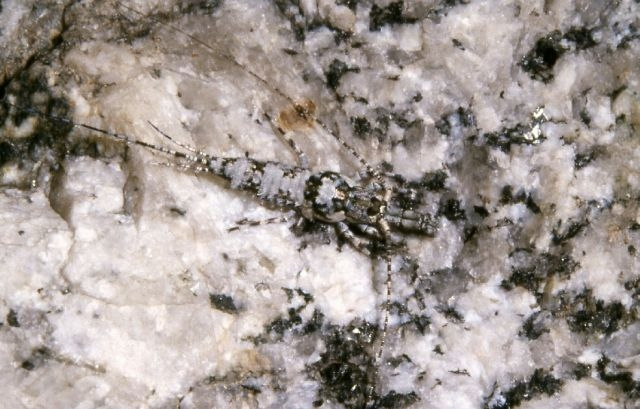
Felsenspringer

Urinsekten oder Flügellose Insekten (Apterygota) ist die traditionelle zusammenfassende Bezeichnung für Fischchen, Felsenspringer, Springschwänze, Doppelschwänze und Beintastler. Diese Zusammenfassung erfolgte aufgrund von ursprünglichen Merkmalen wie der direkten Entwicklung, dem Aufbau der Mundwerkzeuge und Extremitäten und vor allem aufgrund der fehlenden Flügel, die im wissenschaftlichen Namen Apterygota („Flügellose“) zum Ausdruck kommt. Im Gegensatz dazu gibt es die Fluginsekten (Pterygota), die den weitaus größeren Teil der Insektenfauna stellen. Die Zusammenfassung als Urinsekten wurde als Paraphylum erkannt und ist entsprechend heute in der Systematik nicht mehr im Gebrauch.

## Heutige Systematik
Von den ehemaligen Urinsekten werden heute häufig nur noch die Fischchen und Felsenspringer zu den Insekten gezählt. Hier bilden sie gelegentlich eine eigene Unterklasse parallel zu den Fluginsekten, die alle anderen Insekten umfasst. Phylogenetisch stellen allerdings die Fischchen (Zygentoma) aufgrund ihrer an zwei Gelenkkugeln verankerten Mandibel (dikondyle Mandibel) die Schwestergruppe der Fluginsekten (Pterygota) dar. Beide Gruppen zusammen werden als Dicondylia bezeichnet. Die Felsenspringer bilden mit allen gemeinsam wiederum die Ectognatha (Freikiefler).
Die Springschwänze, Doppelschwänze und Beintastler sind eigenständige Klassen der Überklasse Sechsfüßer, zusammengefasst werden sie in das Taxon Sackkiefler (Entognatha).